# うすだスタードーム
うすだスタードームは、長野県佐久市臼田にある公開天文台。正式名称は佐久市天体観測施設（さくしてんたいかんそくしせつ）である。

## 概要
1996年（平成8年）11月29日に開館。
臼田宇宙空間観測所の所在地である南佐久郡臼田町（当時）が、「星の町うすだ」宣言に基づく星や宇宙にまつわる事業の一環として整備した。2005年（平成17年）4月1日の4市町村合併により、佐久市に運営が引き継がれた。開館日には毎夜、予約不要で参加できる一般向けの観望会を行う、全国的にも珍しい施設。

## 施設・設備

### 天体望遠鏡
- 60cm反射望遠鏡（三鷹光器製）

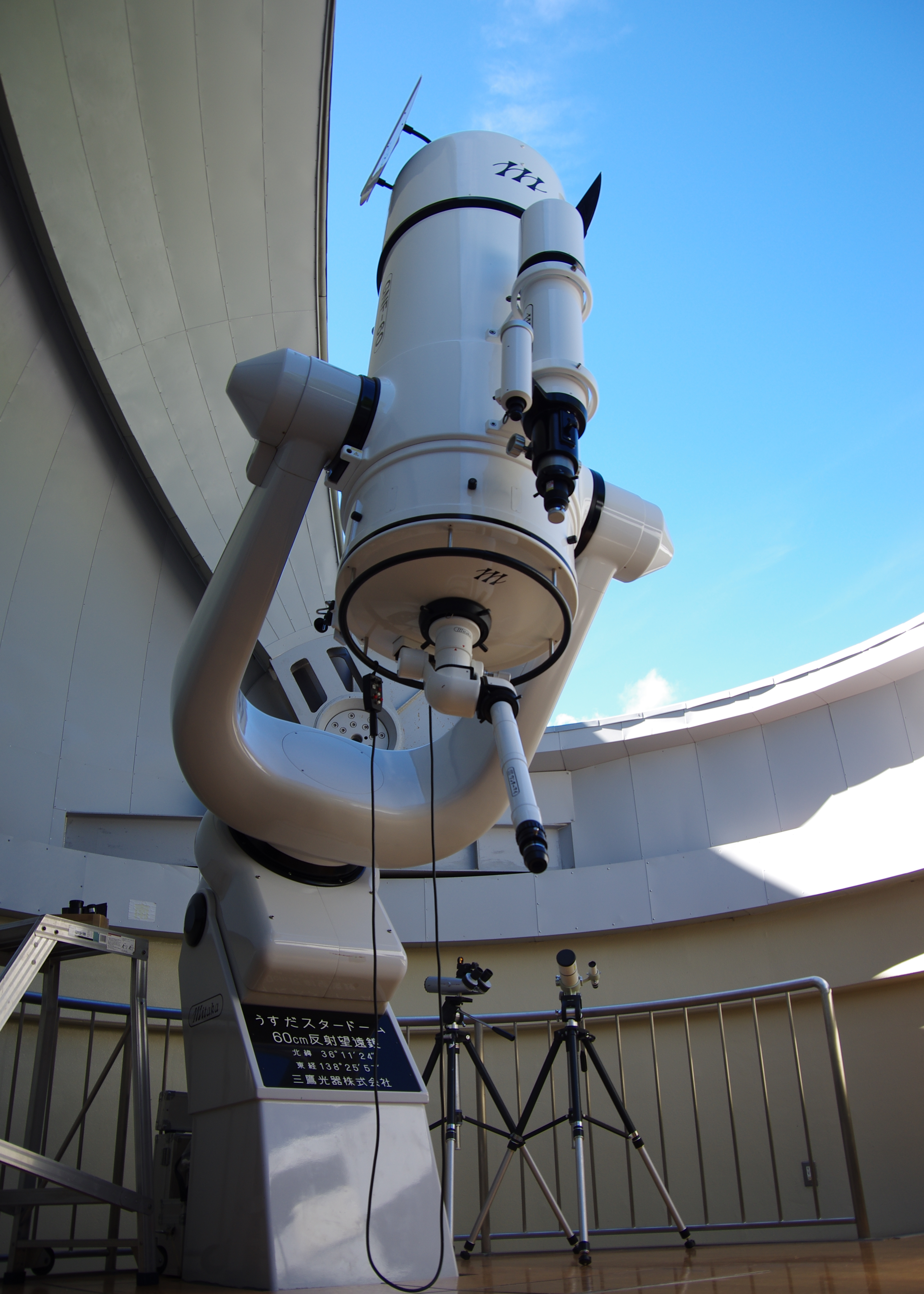
60cm反射望遠鏡

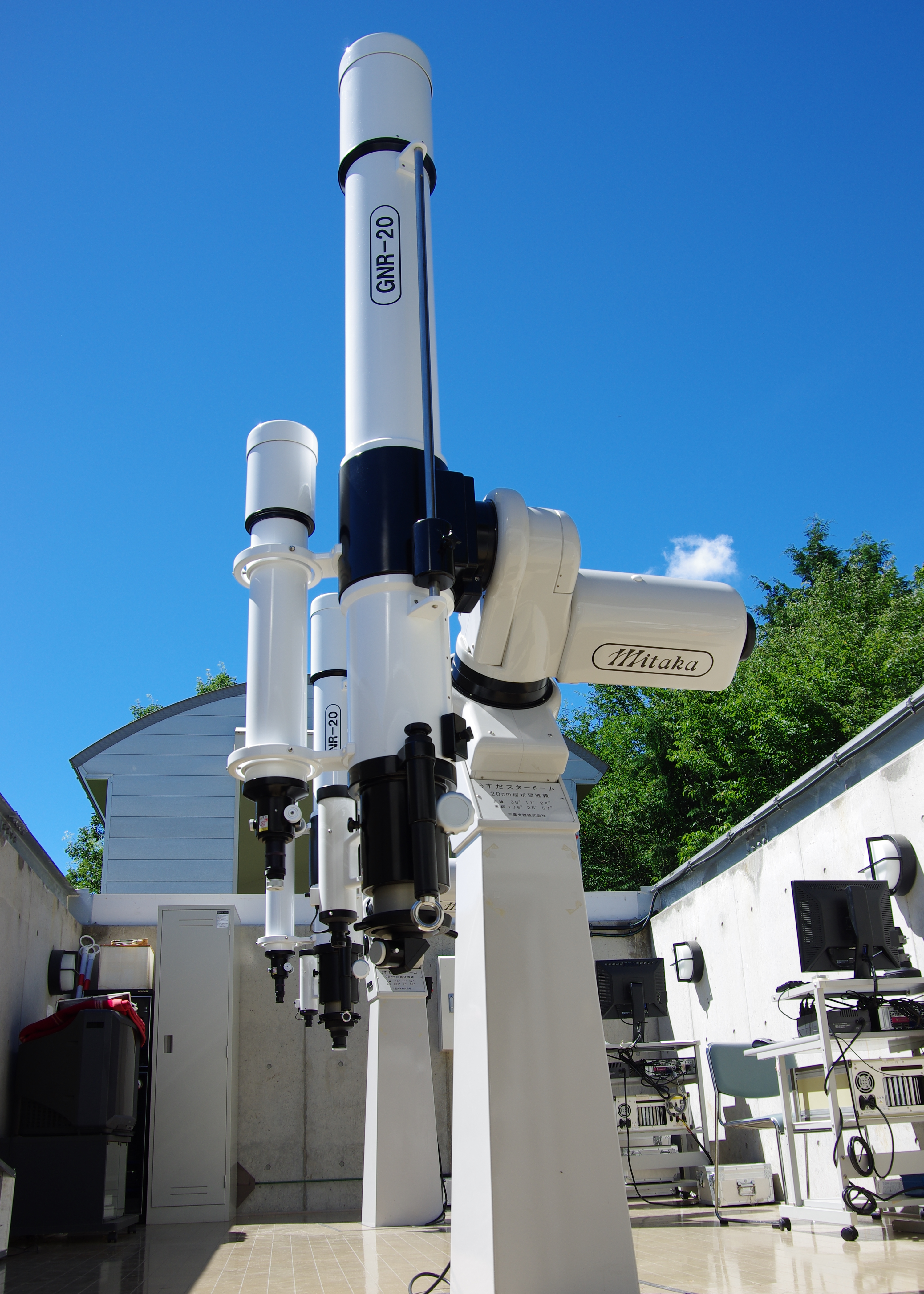
20cm屈折望遠鏡

  - 焦点距離7200mm（F12）、カセグレン式
  - ワンダーアイ接眼部
- 20cm屈折望遠鏡（三鷹光器製・2台）
  - 焦点距離2000mm（F10）／2400mm（F12）

### その他設備
- 研修室
  - 100インチスクリーン、マルチメディアプロジェクタ

## 利用

### 開館時間
10:00 ～ 22:00（入館は21:00まで）

### 休館日
月曜日・火曜日（祝日の場合は翌日）、祝日の翌日、年末年始（12月29日～1月3日）
※イベント開催日・大きな天文現象がある時は臨時開館

### 入館料
- 一般 500円
- 小中学生 250円

※20名以上の団体は2割引

### 交通
- 上信越自動車道佐久ICまたは中部横断自動車道佐久南ICから韮崎方面へ
  - 国道141号「伊勢宮」交差点より西へ5km
- JR小海線臼田駅よりタクシー15分